# Football Manager 2010
Football Manager 2010 est un jeu vidéo de gestion sportive de football développé par Sports Interactive, sorti en 2009 sur PC (Windows, Mac OS). Il fait partie de la série Football Manager. Des versions allégées de ce jeu sont sorties sur PlayStation Portable et IPhone.

## Système de jeu
Le joueur possède un effectif de footballeurs comprenant des gardiens, des défenseurs, des milieux ainsi que des attaquants. Il y a aussi une équipe réserve et une équipe de jeunes. Il doit instaurer une tactique utilisable par l'équipe lors des matchs. Il doit aussi organiser l'entrainement des joueurs de l'effectif pour améliorer leurs compétences et la tactique. Le jeu comporte un système de recrutement de jeunes joueurs. Le joueur doit aussi surveiller les finances du club pour voir les bénéfices ou déficits réalisés. L'entraineur peut effectuer des transferts de joueurs (vente et achat) visibles sur un panneau « Liste des transferts ». L'entraineur reçoit des messages sur son équipe, sur les blessures des joueurs, les conférences de presse, les transferts et autres. L'entraineur peut aussi partir en vacances et démissionner à tout moment.

## Version portable
Football Manager Portable 2010 est le portage PlayStation Portable du jeu.	